# ورقة 5000 دولار أمريكي
[1]الورقة النقدية فئة 5000 دولار أمريكي (US$5000) هي فئة قديمة من عملة الولايات المتحدة. لا تزال تُعتبر عملة قانونية، إلا أن وزارة الخزانة الأمريكية أوقفت إصدار هذه الورقة في عام 1969، وأصبحت الآن ذات قيمة لهواة جمع العملات.2940333000101678
01055463451
0676

## التاريخ
```
تم طباعة الورقة النقدية فئة خمسة آلاف دولار أمريكي من عام 1861 حتى عام 1945. وواصل 
مكتب النقش والطباعة
 إصدار هذه الأوراق حتى عام 1969. لم تشهد هذه الأوراق تداولًا كبيرًا بين عامة الناس، إذ كانت تُطبع لتسهيل المعاملات بين البنوك.
في 14 يوليو 1969، أعلنت وزارة الخزانة الأمريكية أن جميع الأوراق النقدية من الفئات التي تتجاوز 100 دولار أمريكي سيتم إيقافها. ومنذ ذلك الحين، أصبحت البنوك ملزمة بإرسال أي ورقة نقدية من فئة 5000 دولار إلى وزارة الخزانة ليتم إتلافها.
```

أصبحت الأمثلة المتبقية من هذه الورقة ذات قيمة كبيرة بين هواة جمع العملات. ففي عام 2024، تم بيع ورقة من فئة 5000 دولار في مزاد بمبلغ 144,000 دولار بعد تقييم حالتها. وفي عام 2023، بيعت ورقة من فئة 5000 دولار صادرة عن الاحتياطي الفيدرالي في مزاد Heritage Auctions بمبلغ 300,000 دولار. .